# Отто Уде
Отто Уде (нім. Otto Ude; 12 серпня 1911, Айнбек — 13 грудня 1987) — обер-вахмістр вермахту, кавалер Лицарського хреста Залізного хреста.

## Нагороди
- Медаль «За вислугу років у Вермахті» 4-го класу (4 роки)
- Залізний хрест 2-го і 1-го класу
- Нагрудний знак «За участь у загальних штурмових атаках» 1-го ступеня
- Медаль «За зимову кампанію на Сході 1941/42»
- Нагрудний знак ближнього бою в бронзі
- Нагрудний знак «За поранення» в сріблі
- Лицарський хрест Залізного хреста (15 січня 1943) — як обер-вахмістр і командир взводу 1-ї роти 30-го велосипедного дивізіону.